# Торонто (острова)
Острова́ Торо́нто (англ. Toronto Islands) — архипелаг в озере Онтарио, состоящий из 15 островов. Архипелаг относится к району Олд-Торонто, принадлежащему городу Торонто.
Население архипелага — 700 чел., площадь — 3,34 км2, плотность населения — 209,58 чел./км2.

## История

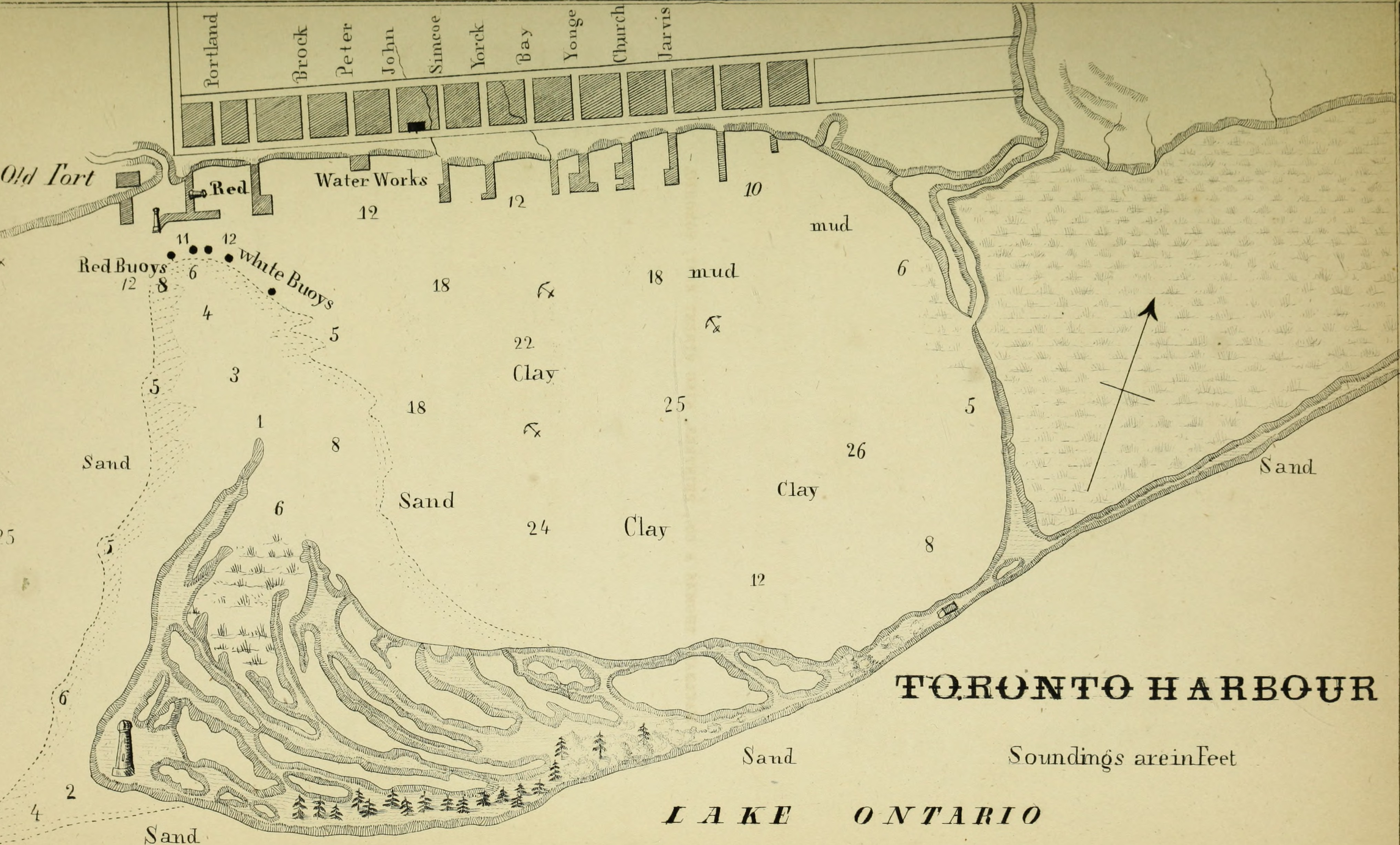
Карта гавани полуострова на территории современных островов Торонто в 1857 году.

За тысячи лет до колонизации территории современной Канады европейцами на территории современных островов Торонто был полуостров, на котором проживали коренные народы полуострова, некоторые из которых являлись миссисогами.
Согласно документам Британской короны, 13-й международный договор, называемый покупкой Торонто 1787 и 1805 годов, британцы дали компенсацию миссисогам за купленную территорию, чем являлись 2000 ружейный кремней, 24 медных чайника, 120 зеркал, 96 галлонов рома и 24 шляпы с кружевами.
В 1792 году полуостров и его песчаные отмели были изучены лейтенантом Джозефом Бушеттом.
Британцы построили первые здания на территории полуострова в 1790-х годах, разрушенные при битве при Йорке  1812 года.
13 апреля 1858 года на территории полуострова был сильный шторм, превративший полуостров в мелкие островки, которые стали называться островами Торонто.

## Климат
Согласно классификации климатов Кёппена — на островах Торонто влажный континентальный климат.
Самая холодная зафиксированная температура на островах Торонто (-30 oC) была зафиксирована 13 января 1914 года, а самая жаркая (+37,2 oC) была зафиксирована 15 июля 1919 года.
| Показатель                    | Янв. | Фев.  | Март  | Апр.  | Май  | Июнь | Июль | Авг. | Сен. | Окт. | Нояб. | Дек.  | Год   |
| ----------------------------- | ---- | ----- | ----- | ----- | ---- | ---- | ---- | ---- | ---- | ---- | ----- | ----- | ----- |
| Абсолютный максимум, °C       | 14,1 | 18,5  | 22,5  | 30,1  | 34,1 | 37,2 | 37,0 | 36,1 | 33,4 | 30,8 | 20,0  | 17,3  | 37,2  |
| Средний суточный максимум, °C | −0,8 | 0,0   | 3,8   | 10,5  | 16,6 | 22,2 | 25,5 | 24,5 | 20,1 | 13,3 | 7,6   | 1,9   | 12,1  |
| Средняя температура, °C       | −4   | −3,3  | 0,5   | 6,8   | 12,4 | 17,8 | 21,1 | 20,7 | 16,4 | 10,0 | 4,8   | −1    | 8,5   |
| Средний суточный минимум, °C  | −7,3 | −6,5  | −2,9  | 3,0   | 8,1  | 13,2 | 16,7 | 16,8 | 12,6 | 6,6  | 1,8   | −3,9  | 4,8   |
| Абсолютный минимум, °C        | −30  | −29,4 | −23,1 | −13,3 | −3,3 | 2,2  | 4,4  | 5,0  | 1,7  | −5   | −13,9 | −27,2 | −30   |
| Норма осадков, мм             | 45,3 | 48,6  | 54,8  | 63,9  | 75,0 | 62,7 | 65,0 | 84,8 | 86,3 | 67,1 | 83,4  | 60,4  | 797,3 |
| Источник:                     |      |       |       |       |      |      |      |      |      |      |       |       |       |

## Образование
На островах Торонто есть Школьный совет округа Торонто — светский школьный совет, работающий на английском языке, который обслуживает город Торонто и острова Торонто.
В настоящее время школьный совет управляет одной из начальных школ и Островной общественной школой естественных наук, находящийся на острове Сентр-Айленд.
По состоянию на 2013 год, в школе естественных наук 179 студентов, 15 % которых являются выходцами с островов Уордс и Алгонкин, а остальные 85 % добираются на пароме из города Торонто.

## Транспорт

### Дороги

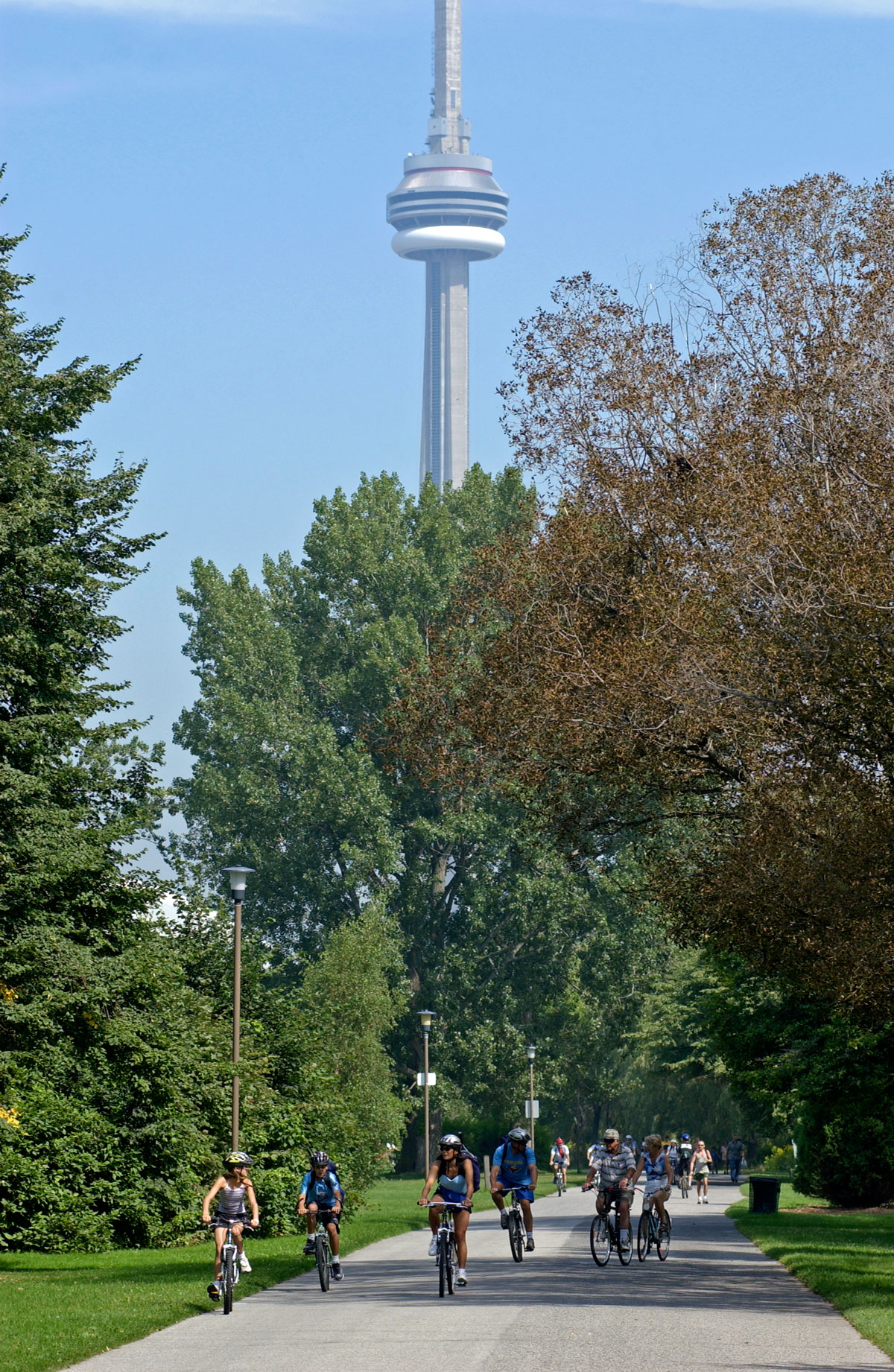
Велосипедисты на острове Сентр-Айленд

На островах Торонто все дороги являются заасфальтированными, за исключением острова Уордс, где вместо асфальта длинный деревянный настил.
Использование автотранспортный средств на архипелаге ограниченно транспортными средствами Муниципального управления Торонто.
На островах Торонто можно также взять на прокат квадроцикл или велосипед.
Главной дорогой на островах Торонто является Лейкшор-Авеню, расположенная на Сентр-Айленде. Лейкшор-Авеню обеспечивает движения автотранспорта.

### Паромное сообщение

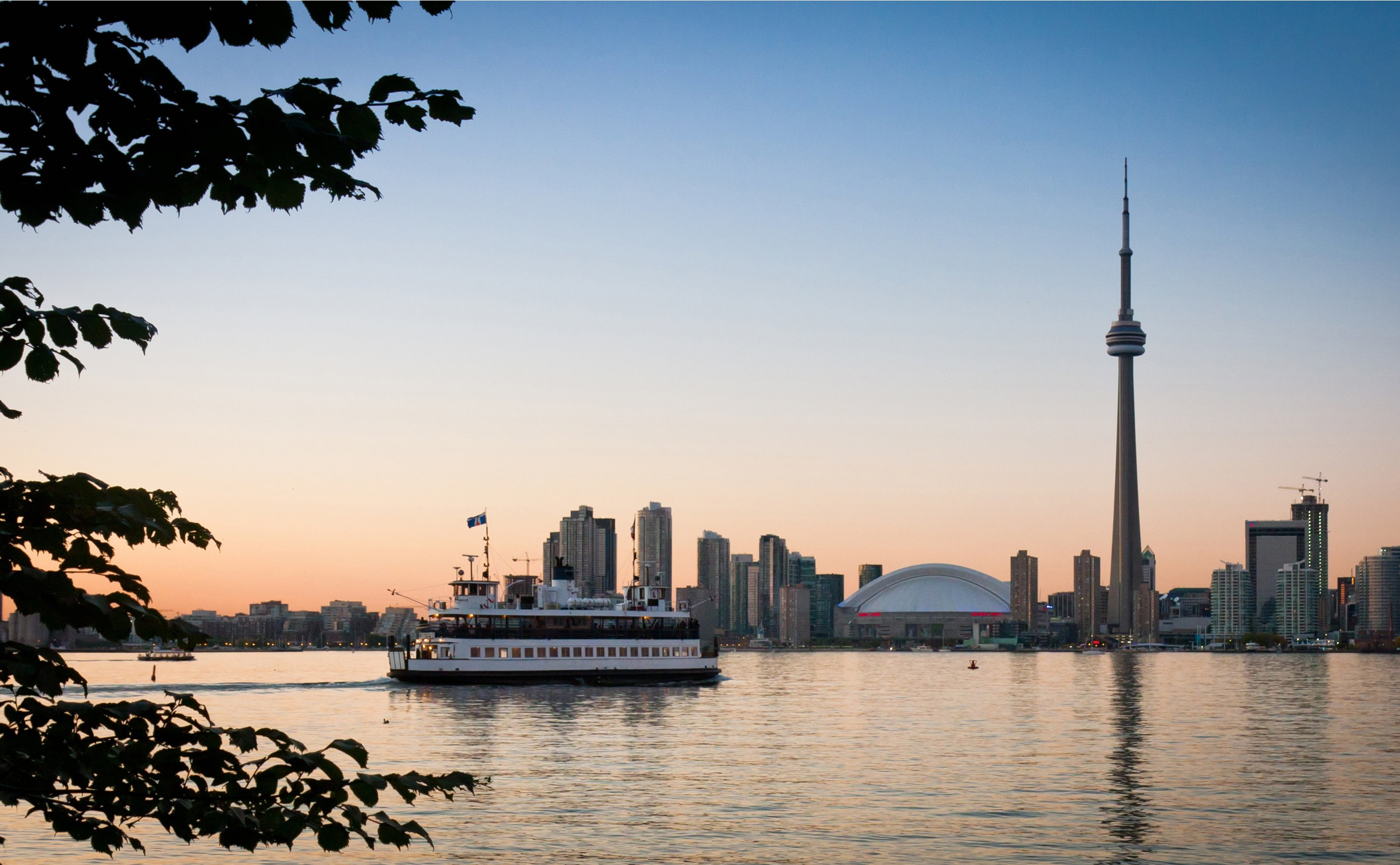
Паром плывёт с островов Торонто в город Торонто

С городом Торонто у островов Торонто нет постоянного автомобильного сообщения, из-за чего жители островов Торонто, чтобы попасть в город, используют паромы, речной трамвай и другие суда.
Связь между городом и архипелагом обеспечивают три паромных маршрута.
В дополнение к общественному транспорту, несколько гаваней Марина и яхт-клубов, расположенных на островах Торонто, предоставляют услуги частного характера для гостей и местных жителей.